# Anorthosis Famagusta (piłka siatkowa kobiet)
Anorthosis Famagusta VC – żeński cypryjski klub siatkarski z Limassol założony w 1928 roku. Obecnie gra w najwyższym poziomie rozgrywek klubowych na Cyprze.
Jest jedną z sekcji klubu sportowego Anorthosis.

## Osiągnięcia
- Mistrzostwo Cypru : 2002, 2004, 2005
- Puchar Cypru: 2004, 2008, 2009
- Superpuchar Cypru: 1993, 1994, 2002, 2005